# Ischnura rufovittata
Ischnura rufovittata är en trollsländeart som först beskrevs av Blanchard 1843.  Ischnura rufovittata ingår i släktet Ischnura och familjen dammflicksländor. Inga underarter finns listade i Catalogue of Life.